# Świecko
Świecko (niem. Schwetig) – wieś sołecka w Polsce, położona w województwie lubuskim, w powiecie słubickim, w gminie Słubice.

## Położenie

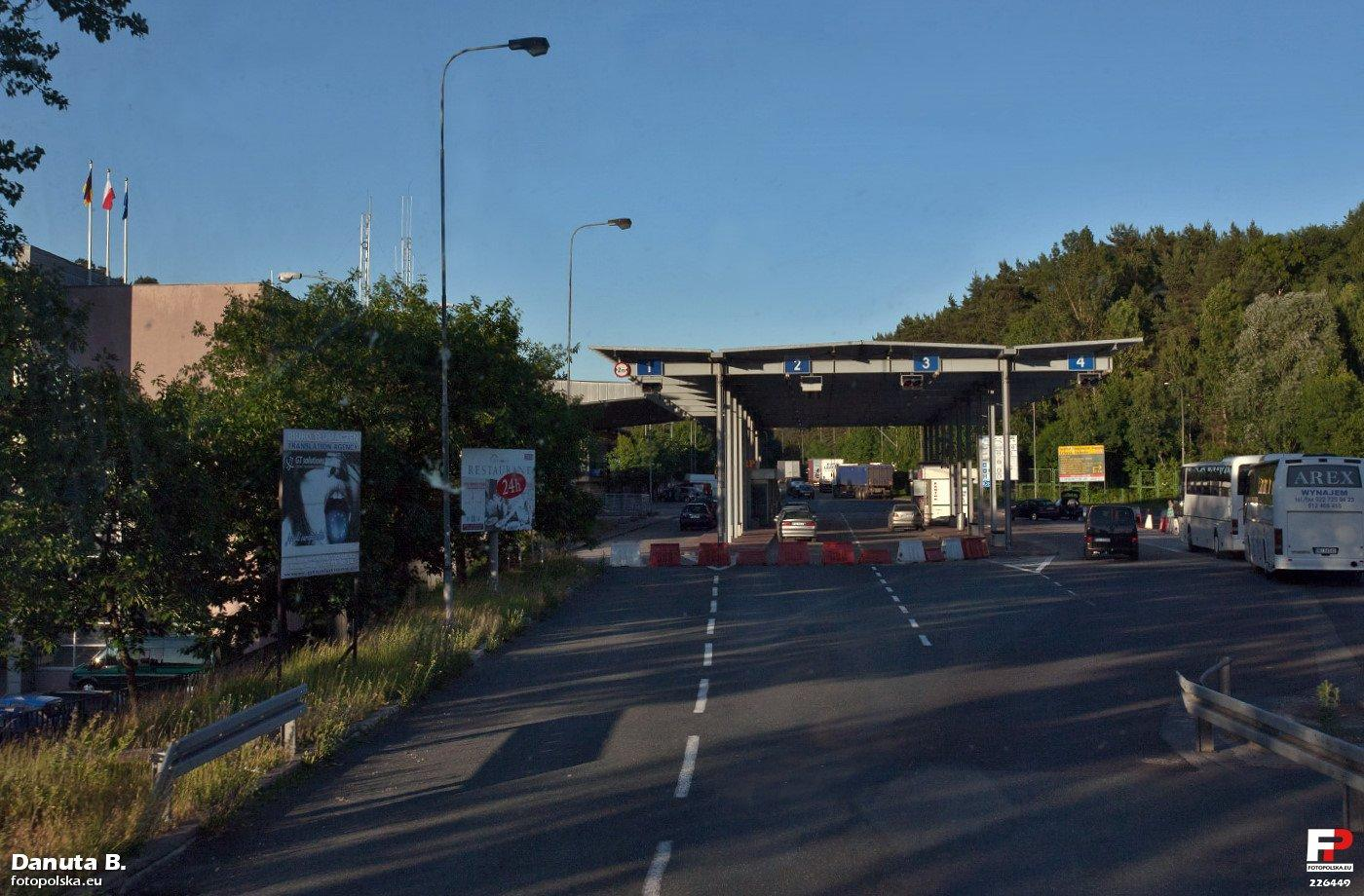
Infrastruktura dawnego przejścia granicznego Świecko-Frankfurt nad Odrą (2011)

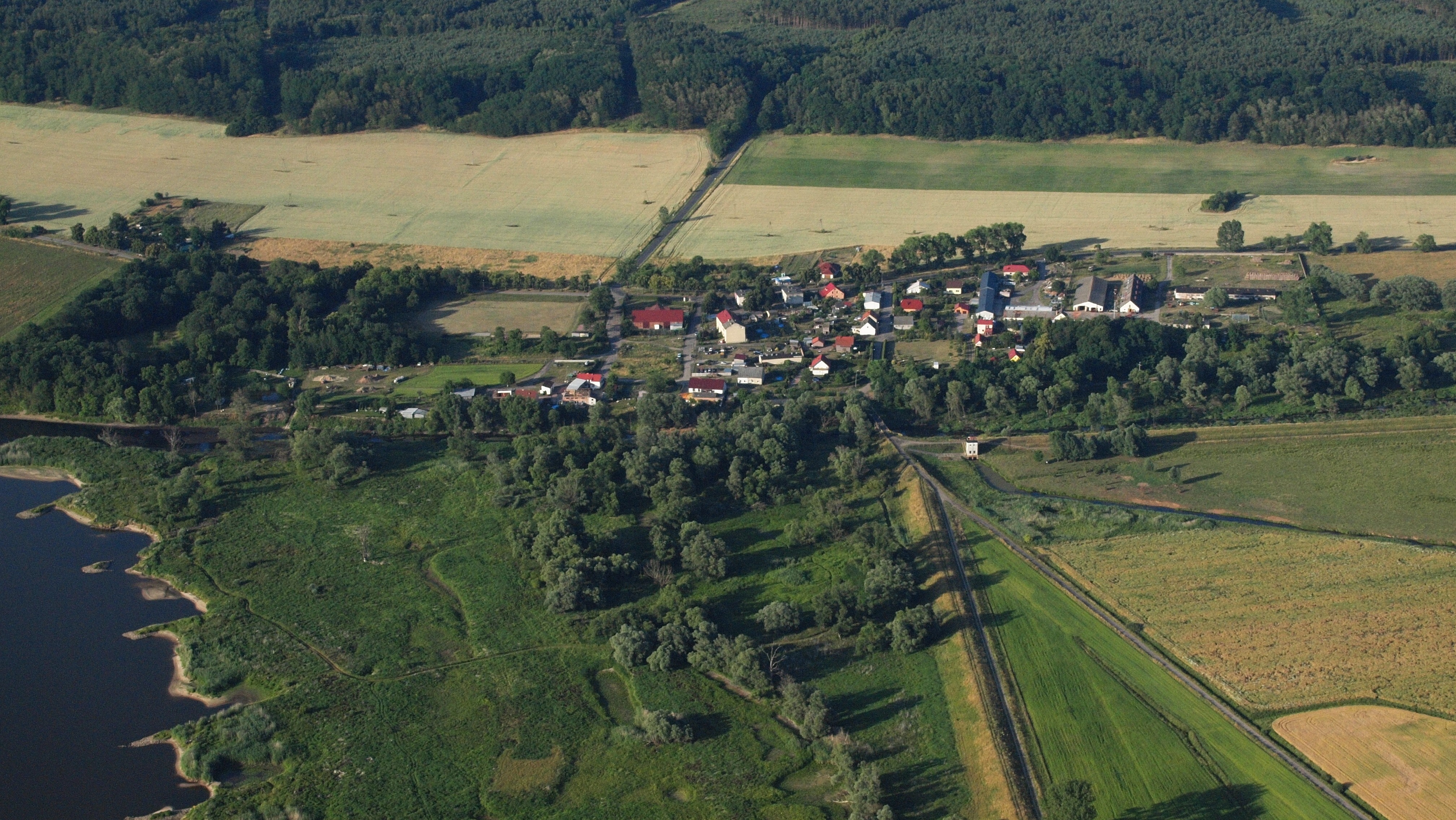
Zdjęcie lotnicze Świecka (2015)

Świecko położone jest przy drodze lokalnej Słubice – Urad, przy drodze krajowej nr 29 Słubice–Krosno Odrzańskie oraz przy drodze krajowej nr 2, mającej jednocześnie status autostrady A2. Ta ostatnia stanowi fragment trasy europejskiej E30. W ciągu tej trasy znajdowało się drogowe przejście graniczne Świecko (Słubice)–Frankfurt nad Odrą (Güldendorf) z Niemcami, łączące polską drogę krajową nr 2 z niemiecką autostradą A12.
W przyszłości planowane jest włączenie Świecka do miasta Słubice.

## Historia

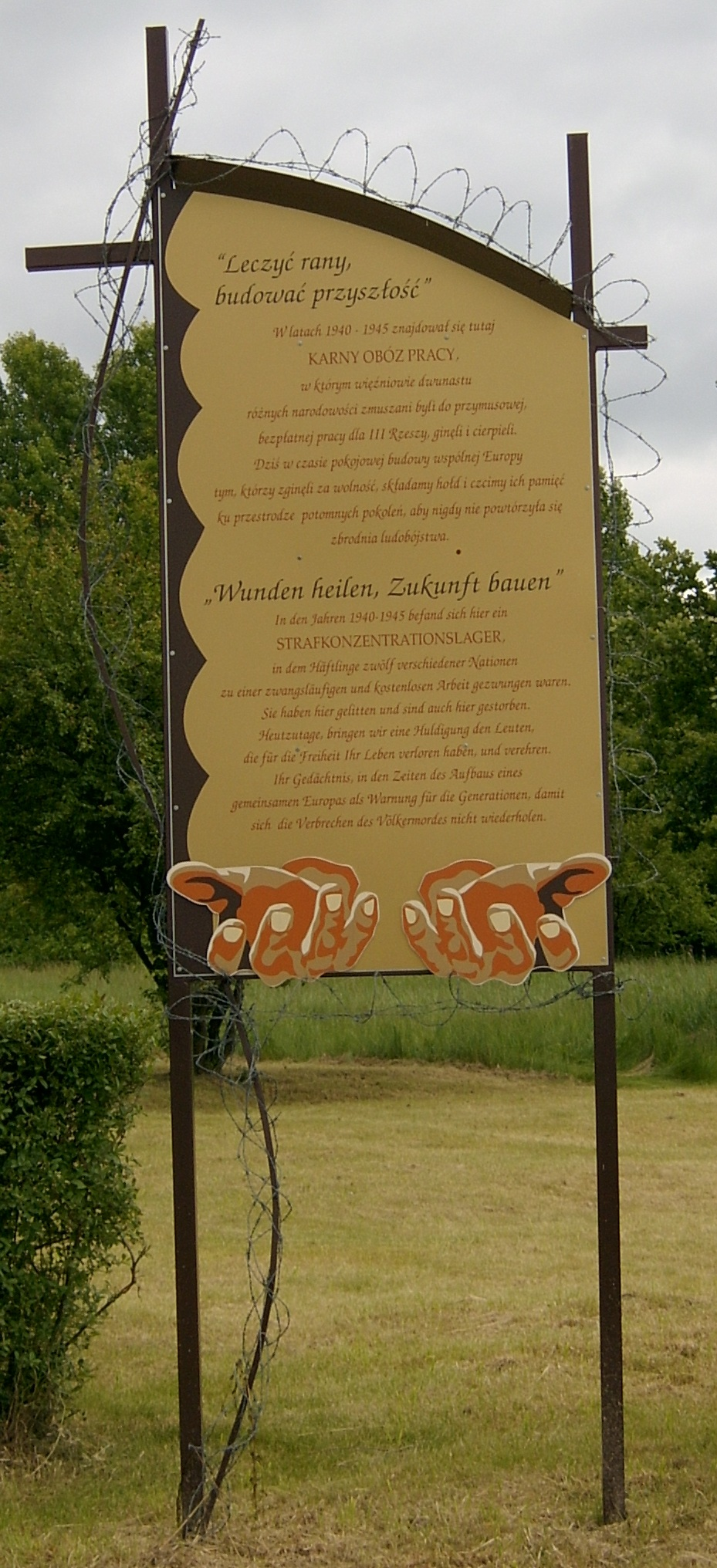
Tablica upamiętniająca ofiary obozu pracy w Schwetig (ob. Świecko)

W XIV w. Świecko stanowiło własność rodziny von Lossow, jednak w 1345 r. zostało zakupione przez magistrat we Frankfurcie nad Odrą. Należało do parafii w Rybocicach (niem. Reipzig).
13 czerwca 1855 r. nawałnica zniszczyła we wsi 20 domów mieszkalnych i niemal tyle samo stodół.
Od 1873 do 1945 r. wieś wchodziła w skład powiatu Weststernberg w rejencji frankfurckiej pruskiej prowincji Brandenburgia.
W latach 1940–1945 w Świecku istniał obóz pracy wychowawczej „Oderblick” (Widok na Odrę), w którym przebywało przeciętnie 480 osób różnej narodowości. 3 listopada 1941 r. ze względu na brak instalacji sanitarnych i inne ciężkie warunki bytowe szybko wybuchła epidemia tyfusu brzusznego i krwawej biegunki. Obóz został zamknięty, a 7 maja 1942 r. o ponownym otwarciu obozu poinformował szef rejencyjnej placówki Gestapo we Frankfurcie nad Odrą SS-Sturmbannführer Reinhard Wolf. Od 1 czerwca 1944 r. przyjmowano również kobiety.
Od 1945 r. w granicach Polski. W miejscowości działało państwowe gospodarstwo rolne (PGR) – Zakład Rolny w Świecku wchodzący w skład Lubuskiego Kombinatu Rolnego w Rzepinie.
W latach 1975–1998 miejscowość administracyjnie należała do województwa gorzowskiego. W 1977 r. na terenie dawnego obozu umieszczono tablicę pamiątkową z brązu: „Dla uczczenia pamięci więźniów obozu karnego w Świecku, którzy byli torturowani i ginęli z rąk hitlerowskich faszystów w latach 1940–1945. Maj 1977. Społeczeństwo Ziemi Lubuskiej”.

## Przynależność polityczno-administracyjna
Przynależność polityczno-administracyjna (podkreślenie – następująca zmiana):
- Przed 1120: przynależność sporna z powodu braku zachowanych źródeł pisanych
- 1120–1138: Państwo Piastów, ziemia lubuska (przynależność bezpośrednia, bez zwierzchności lennej)
- 1138–1146: Księstwo śląskie, ziemia lubuska jako dzielnica Władysława II Wygnańca
- 1146–1163: Księstwo śląskie, ziemia lubuska jako dzielnica Bolesława IV Kędzierzawego
- 1163–1201: Księstwo śląskie, ziemia lubuska jako dzielnica Bolesława I Wysokiego
- 1201–1206: Księstwo śląskie Henryka I Brodatego, ziemia lubuska
- 1206–1209: Księstwo wielkopolskie Władysława III Laskonogiego, ziemia lubuska
- 1209–1210: Marchia Dolnołużycka Konrada II Wettyna
- 1211–1218: Księstwo śląskie Henryka I Brodatego, ziemia lubuska
- 1218–1225: Księstwo wielkopolskie Władysława III Laskonogiego, ziemia lubuska
- 1225–1230: Święte Cesarstwo Rzymskie, Marchia Brandenburska
- 1230–1238: Księstwo śląskie Henryka I Brodatego, ziemia lubuska
- 1239–1241: Księstwo śląskie Henryka II Pobożnego, ziemia lubuska
- 1241–1242: Księstwo lubuskie (wydzielone z księstwa śląskiego), pod rządami Mieszka Lubuskiego
- 1243–1248: Księstwo śląskie, ziemia lubuska jako dzielnica Bolesława II Rogatki
- 1250–1252: Ziemia lubuska jako kondominium margrabiego Brandenburgii Ottona III i arcybiskupa magdeburskiego Wilbranda von Käfernburga
- 1252–1373: Święte Cesarstwo Rzymskie, Marchia Brandenburska (dyn. Askańczyków i Wittelsbachów), prowincja Nowa Marchia, wieś Schwetig
- 1373–1415: Święte Cesarstwo Rzymskie, Kraje Korony Czeskiej (dyn. Luksemburczyków), Marchia Brandenburska, prowincja Nowa Marchia, wieś Schwetig
- 1415–1618: Święte Cesarstwo Rzymskie, Marchia Brandenburska (dyn. Hohenzollernów), prowincja Nowa Marchia, wieś Schwetig
- 1618–1701: Święte Cesarstwo Rzymskie, Brandenburgia-Prusy (dyn. Hohenzollernów), Marchia Brandenburska, prowincja Nowa Marchia, wieś Schwetig
- 1701–1806: Święte Cesarstwo Rzymskie, Królestwo Prus (dyn. Hohenzollernów), prowincja Nowa Marchia, wieś Schwetig
- 1806–1815: Królestwo Prus (dyn. Hohenzollernów), prowincja Nowa Marchia, miasto Frankfurt nad Odrą, wieś Schwetig
- 1815–1866: Związek Niemiecki, Królestwo Prus (dyn. Hohenzollernów), prowincja Brandenburgia, rejencja frankfurcka, Nowa Marchia, wieś Schwetig
- 1866–1867: Królestwo Prus (dyn. Hohenzollernów), prowincja Brandenburgia, rejencja frankfurcka, Nowa Marchia, wieś Schwetig
- 1867–1871: Związek Północnoniemiecki, Królestwo Prus (dyn. Hohenzollernów), prowincja Brandenburgia, rejencja frankfurcka, Nowa Marchia, wieś Schwetig
- 1871–1918: Cesarstwo Niemieckie (II Rzesza Niemiecka), Królestwo Prus, prowincja Brandenburgia, rejencja frankfurcka, Nowa Marchia, wieś Schwetig
- 1919–1933: Republika Weimarska, kraj związkowy Prusy, prowincja Brandenburgia, rejencja frankfurcka, Nowa Marchia, wieś Schwetig
- 1933–1945: III Rzesza Niemiecka, Marchia Brandenburska, rejencja frankfurcka, Nowa Marchia, wieś Schwetig
- 1945: Rzeczpospolita Polska, Ziemie Odzyskane, okręg Pomorze Zachodnie, wieś Świecko
- 1945–1946: Rzeczpospolita Polska, województwo poznańskie, powiat rzepiński, wieś Świecko
- 1946: Rzeczpospolita Polska, województwo poznańskie, powiat rzepiński, wieś Świecko
- 1946–1950: Rzeczpospolita Polska, województwo poznańskie, powiat rzepiński, gmina Słubice, wieś Świecko
- 1950–1952: Rzeczpospolita Polska, województwo zielonogórskie, powiat rzepiński, gmina Słubice, wieś Świecko
- 1952–1954: Polska Rzeczpospolita Ludowa, województwo zielonogórskie, powiat rzepiński, gmina Słubice, wieś Świecko
- 1954–1957: Polska Rzeczpospolita Ludowa, województwo zielonogórskie, powiat rzepiński, gromada Kunowice, wieś Świecko
- 1958: Polska Rzeczpospolita Ludowa, województwo zielonogórskie, powiat rzepiński, gromada Słubice, wieś Świecko
- 1959–1972: Polska Rzeczpospolita Ludowa, województwo zielonogórskie, powiat słubicki, gromada Słubice, wieś Świecko
- 1973–1975: Polska Rzeczpospolita Ludowa, województwo zielonogórskie, powiat słubicki, gmina Słubice, wieś Świecko
- 1975–1989: Polska Rzeczpospolita Ludowa, województwo gorzowskie, gmina Słubice, wieś Świecko
- 1989–1998: Rzeczpospolita Polska, województwo gorzowskie, gmina Słubice, wieś Świecko
- 1999–teraz: Rzeczpospolita Polska, województwo lubuskie, powiat słubicki, gmina Słubice, wieś Świecko

## Transport
Do 21 grudnia 2007 r. w miejscowości znajdowało się drogowe przejście graniczne z Niemcami, zlikwidowane na mocy Układu z Schengen.
- A2E30  Autostrada A2 (E30)
- 2E30  Droga krajowa nr 2 (E30): granica państwa – Świecko – Poznań – Warszawa – Terespol – granica państwa
- 29 Droga krajowa nr 29: granica państwa – Słubice – Połupin

## Demografia
Źródło: